# Летнее утро
«Летнее утро» — сборник фантастических повестей и рассказов Кира Булычёва, опубликованный в 1979 году.
В сборник входят две повести и 10 рассказов.

## Повести
- «Умение кидать мяч» (с. 5—51). Повесть посвящена удивительным событиям, произошедшим с одним рядовым служащим, после того как он в результате неофициального научного эксперимента обрёл безошибочную меткость при любом броске. В частности, он, человек ниже среднего роста и вовсе не спортивный, стал отличным игроком в баскетбол. Повесть впервые опубликована в 1973 году. Экранизирована как художественный телефильм «Бросок, или Всё началось в субботу» («Казахфильм», 1976 — это первая экранизация текстов Кира Булычёва) и как телеспектакль в цикле «Этот фантастический мир» (выпуск 14-й, 1988 год).
- «Журавль в руках» (с. 52—126). Повесть рассказывает о контактах наших современников с жителями параллельного мира, в котором происходит затяжная феодальная война. Впервые опубликована в 1975 году.

## Рассказы
- «Летнее утро» (с. 127—138), давший начало всему сборнику, посвящён эксперименту по внушению мыслей на расстоянии. Рассказ серьёзно говорит о мере моральности в науке, и о том, как нелегко разобраться в тонкостях человеческой психики. Рассказ экранизирован как телеспектакль в цикле «Этот фантастический мир» (выпуск 14-й, 1988 год). Впервые опубликован в 1977 году.
- «Диалог об Атлантиде» (с. 138—142) носит юмористический характер, Платон пишет сочинение об Атлантиде и не подозревает, что скоро люди отправятся на поиски вымышленной им страны. Рассказ впервые опубликован в 1974 году.
- «Вячик, не двигай вещи!» (с. 142—156). Рассказ повествует об истории одного молодого мужчины, обладающего способностью к телекинезу, но с трудом способного обрести самостоятельность в жизни.
- «Письма разных лет» (с. 156—174), входящий в цикл об Институте экспертизы, посвящён загадочной истории о живущих в московской квартире лемурах, которые, оказывается, способны перемещаться во времени. Рассказ написан на основе опыта самого писателя, который одно время держал дома этих животных. Впервые опубликован в 1978 году.
- «Глаз» (с. 174—193). Рассказ посвящён истории изобретения аппарата искусственного зрения для слепых и наполнен сложной морально-нравственной проблематикой. Впервые опубликован в 1978 году.
- «Другая поляна» (с. 193—206) — юмористический рассказ о незадачливом пушкиноведе, который случайно оказался в параллельном мире, где Пушкин погиб совсем молодым, зато Лермонтов прожил большую, плодотворную жизнь. Но герой не интересуется этим феноменом, весь погружённый в собственные любовные переживания. Рассказ впервые опубликован в 1977 году.

Последние четыре рассказа входят в цикл о Великом Гусляре.
- «Домашний пленник» (с. 207—222). В рассказе жена Корнелия Удалова при помощи одного снадобья, которое выпросила у профессора Минца, уменьшает своего мужа Корнелия до размеров Дюймовочки, чтобы Корнелий всегда оставался при ней. Рассказ впервые опубликован в 1972 году.
- «Не гневи колдуна!» (с. 222—230) — юмористический рассказ о проклятии, которое наслал на Корнелия Удалова некий колдун: каждый день Корнелия становится похож на другой, и такая жизнь становится невыносимой. Впервые опубликован в 1978 году.
- «Жильцы» (с. 230—246). Рассказ повествует о том, как в квартире изобретателя Грубина поселились изображения из созданного им телевизора с объёмным изображением.
- «Космический десант» (с. 246—253). Рассказ пародирует теорию панспермии. Впервые опубликован в 1975 году.

## Общая характеристика
Сборник относится к тем образцам творчества Кира Булычёва, которые «вошли в золотой фонд современной фантастической литературы, прежде всего, для детей и юношества». В год издания книга получила положительные отзывы критиков. Проиллюстрирована рисунками художника Киры Сошинской: «манера рисунков и цветовая гамма обложки точно совпадает со спокойным и лиричным настроением рассказов Кира Булычёва».